# Nikola Tsolov
Nikola Tsolov, né le 21 décembre 2006 à Sofia, est un pilote automobile bulgare, ancien membre de l'Alpine Academy et membre du Red Bull Junior Team depuis 2025. Champion d'Espagne de Formule 4 en 2022, il est engagé en championnat de Formule 3 FIA depuis 2023. 

## Biographie

### Karting
Nikola Tsolov commence sa carrière en karting en 2016, épaulé par son père. Il remporte le titre de champion de Bulgarie en 2016 et 2017 dans la catégorie Mini. En 2018, il rejoint les championnats d'Italie. Conduisant l'une des machines de Kart Republic pour DPK Racing ornée des couleurs de l'équipe FA Racing de Fernando Alonso, Tsolov est particulièrement en vue cette année-là, passant de Mini à OK-J à OK au cours des années successives.
Il remporte la WSK Open Cup en mini karts 60 en 2019, se classe septième au championnat du monde junior l'année suivante, puis passe au niveau senior en 2021. Tsolov est invité par Fernando Alonso à rouler à ses côtés lors de l'édition 2021 de la course d'endurance des 24 heures de Dubaï. Le duo termine la course en troisième position,.

### Champion d'Espagne de Formule 4
Après avoir été suivi par Fernando Alonso pendant 2 ans, en mars 2022, Tsolov annonce rejoindre le championnat d'Espagne de F4 pour la saison 2022. Le 10 mars, il rejoint l'écurie Campos Racing. Il devient également pilote affilié à l'Alpine Academy. Il commence la saison à Portimão avec une double pole position. Lors de la première course, il s'élance depuis cette place, mais ne termine que 14e, après un problème au départ. Il termine 5e lors de la deuxième course, puis remporte la troisième. Il se fait également remarquer en réalisant le meilleur tour à chaque course. Lors de la deuxième manche sur le circuit de Jerez, il obtient la pole position et le tour le plus rapide dans les trois courses, en terminant deuxième lors de la première, et en remportant les deux autres, lui permettant de prendre la tête du championnat. Le week-end suivant, sur le circuit Ricardo Tormo, il signe deux pole positions, obtient trois autres meilleurs tours, et remporte les trois courses de l'épreuve. Le Bulgare remporte le titre trois courses avant la fin de la saison, après avoir terminé deuxième de la troisième course sur le Circuit de Navarre.

### Formule 3 FIA
En septembre 2022, Tsolov participe aux essais de post-saison de la Formule 3 FIA avec ART Grand Prix, aux côtés de Grégoire Saucy et de Kaylen Frederick,,. Le 19 décembre 2022, l'écurie annonce sa titularisation pour la saison 2023. Le 14 février 2023, le Bulgare est officialisé comme pilote membre de l'Alpine Academy. Il poursuit sa collaboration avec l'équipe française en 2024, pour une deuxième saison. Il est suspendu pour la neuvième manche disputée à Spa-Francorchamps pour avoir enfreint l'article 10.4 du règlement sportif, stipulant que tout pilote ne peut participer à un autre championnat sans l'approbation écrite de la FIA ou du promoteur de la Formule 3 FIA.

### Galerie Formule 3 FIA

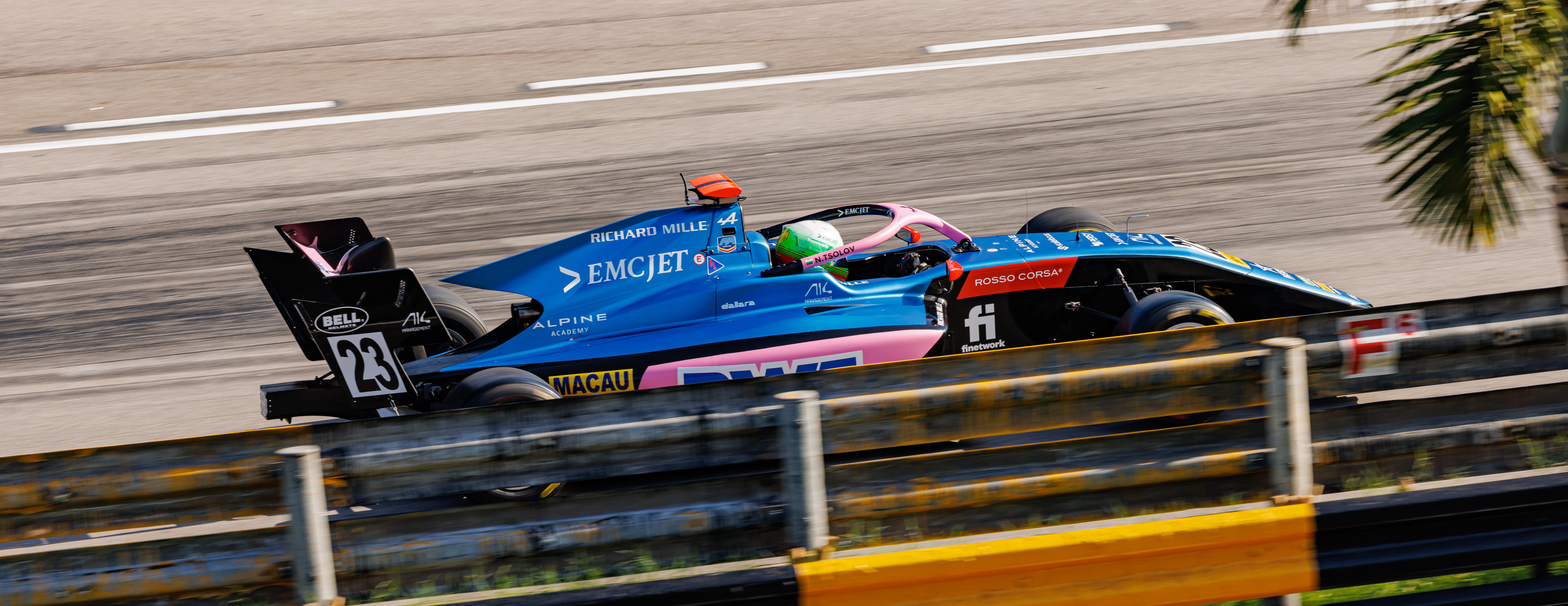
Nikola Tsolov lors du Grand Prix de Macao en 2023.
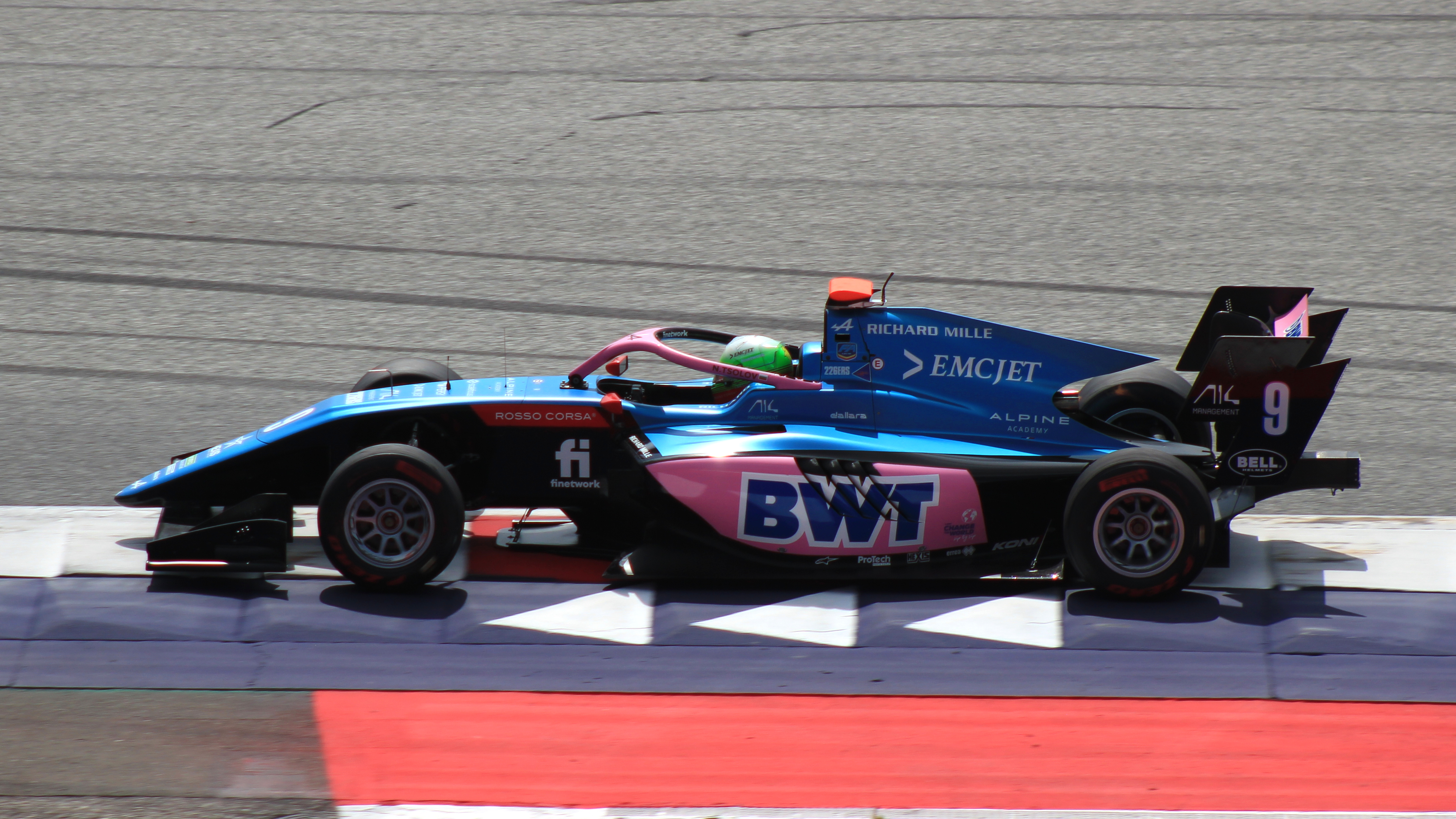
Nikola Tsolov en Formule 3 FIA en 2023 à Spielberg.
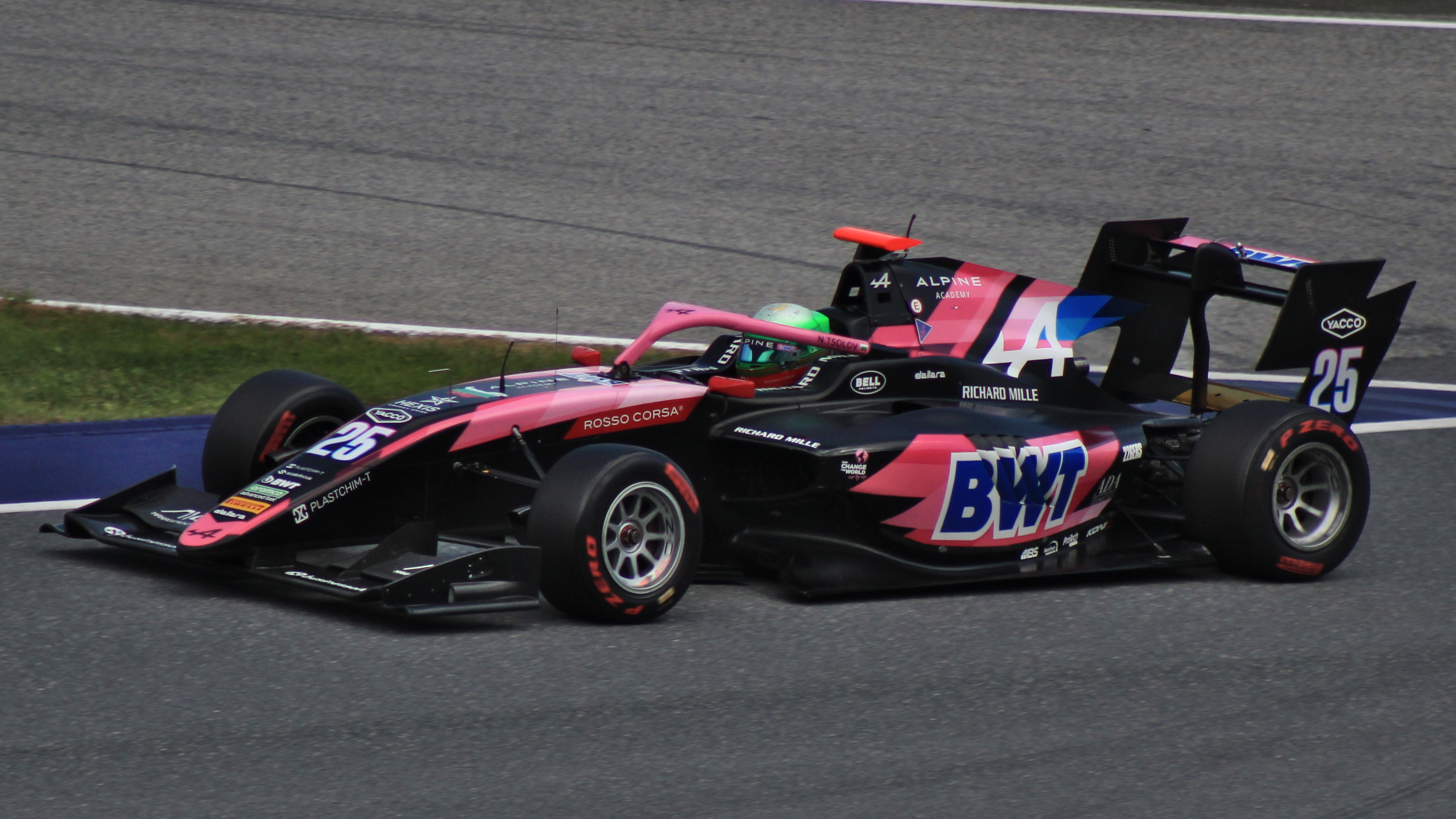
Nikola Tsolov en Formule 3 FIA en 2024 à Spielberg.
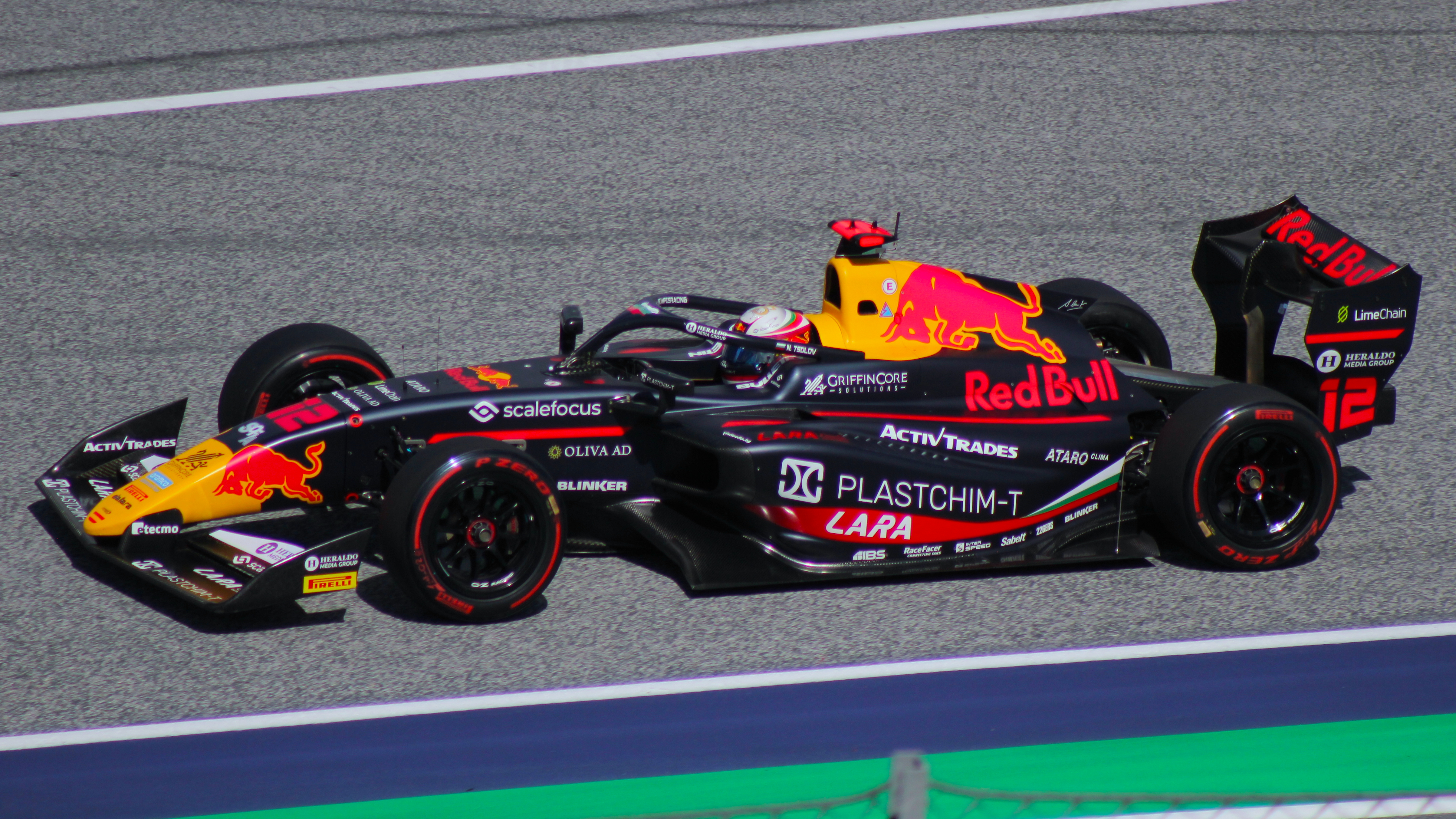
Nikola Tsolov en Formule 3 FIA en 2025 à Spielberg.

## Carrière
| Saison | Championnat                    | Écurie            | Courses | Victoires | Pole positions | Meilleurs tours | Podiums | Points | Classement |
| ------ | ------------------------------ | ----------------- | ------- | --------- | -------------- | --------------- | ------- | ------ | ---------- |
| 2022   | Formule 4 espagnole            | Campos Racing     | 21      | 13        | 15             | 17              | 18      | 400    | Champion   |
| 2023   | Formule Régionale Moyen-Orient | R&B Racing by GRS | 3       | 0         | 0              | 0               | 0       | 10     | 23e        |
| 2023   | Formule 3 FIA                  | ART Grand Prix    | 18      | 0         | 0              | 0               | 0       | 6      | 22e        |
| 2023   | Eurocup-3                      | GRS Team          | 4       | 0         | 2              | 2               | 2       | 44     | 10e        |
| 2024   | Formule 3 FIA                  | ART Grand Prix    | 18      | 3         | 0              | 1               | 3       | 75     | 11e        |
| 2024   | Eurocup-3                      | GRS Team          | 10      | 0         | 0              | 0               | 1       | 47     | 11e        |
| 2025   | Eurocup-3 Winter Series        | Campos Racing     | 3       | 0         | 0              | 0               | 0       | 22     | 12e        |
| 2025   | Formule 3 FIA                  | Campos Racing     | 17      | 2         | 3              | 1               | 5       | 106    | 3e         |